# Последний дон (телесериал)
«Последний дон» (The Last Don) — американский мини-сериал 1997 года, снятый по роману американского писателя Марио Пьюзо «Последний дон» про мафиозную семью Клерекуцио.

## Сюжет
Старый дон задумал подарить внукам счастливую судьбу богатых законопослушных граждан. Но события тридцатилетней давности вдруг отзываются кровавым эхом и могут привести к катастрофе.

В прошлом Дон Крелекуцио уничтожил всех представителей противоборствующей мафиозной семьи, в том числе и мужа своей дочери, от которого та имела сына.

## В ролях
| Актеры         | Персонажи           |
| -------------- | ------------------- |
| Дэнни Айелло   | Доменико Клерекуцио |
| Джо Мантенья   | Пиппи Де Лена       |
| Дэрил Ханна    | Афина               |
| Джейсон Гедрик | Крос                |

## Отличия
В отличие от книги сериал с самого начала повествует о предшествующих сюжету книги событиях. По сути вся первая серия является прологом к действию. Так как сериал снимался по книге М. Пьюзо, в нём сохранились многие сюжетные приемы и сходства, заметных и в других книгах писателя и фильмах, снятых по ним.